# Syrphoctonus pectoralis
Syrphoctonus pectoralis är en stekelart som först beskrevs av Léon Abel Provancher 1874.  Syrphoctonus pectoralis ingår i släktet Syrphoctonus och familjen brokparasitsteklar. Inga underarter finns listade i Catalogue of Life.